# Олексієнко Олександр Васильович
Олекса́ндр Васи́льович Олексі́єнко (23 жовтня 1968, Суми) — український музикант-інструменталіст і педагог. Артист квартету «Джерело» Національної філармонії України. Заслужений артист України (2011). Народний артист України (2022).

## Життєпис
1988 — закінчив Сумське музичне училище эа класом акордеона (клас В. В. Гриципанова) і два курси Сумського педагогічного інституту (1990, клас Є. О. Іванова).
1994 — закінчив Національну музичну академію України імені Петра Чайковського (клас Миколи Різоля), а 1999 року ту ж академію по композиції (клас Миколи Дремлюги).
З 1999 викладає в Академії. З 2008 — доцент. 2003 року здобув ступінь кандидата мистецтвознавства.
Виступає в квартеті «Джерело» Національної філармонії України (кобза-бас).